# Pałac w Dreżewie
Pałac w Dreżewie – zabytkowy pałac w osadzie Dreżewo (województwo zachodniopomorskie).
W 1875 pałac nabył Eduard von Bonin. Na frontowej elewacji umieszczony jest herb von Bonin z sentencją niem. In der Treue fest („W wierności mocny”), mottem Wittesbachów rządzących Królestwem Bawarii (1805–1918). Obiekt z drugiej połowy XIX w. jest częścią zespołu pałacowego, w skład którego wchodzi jeszcze park z drugiej połowy XIX w.

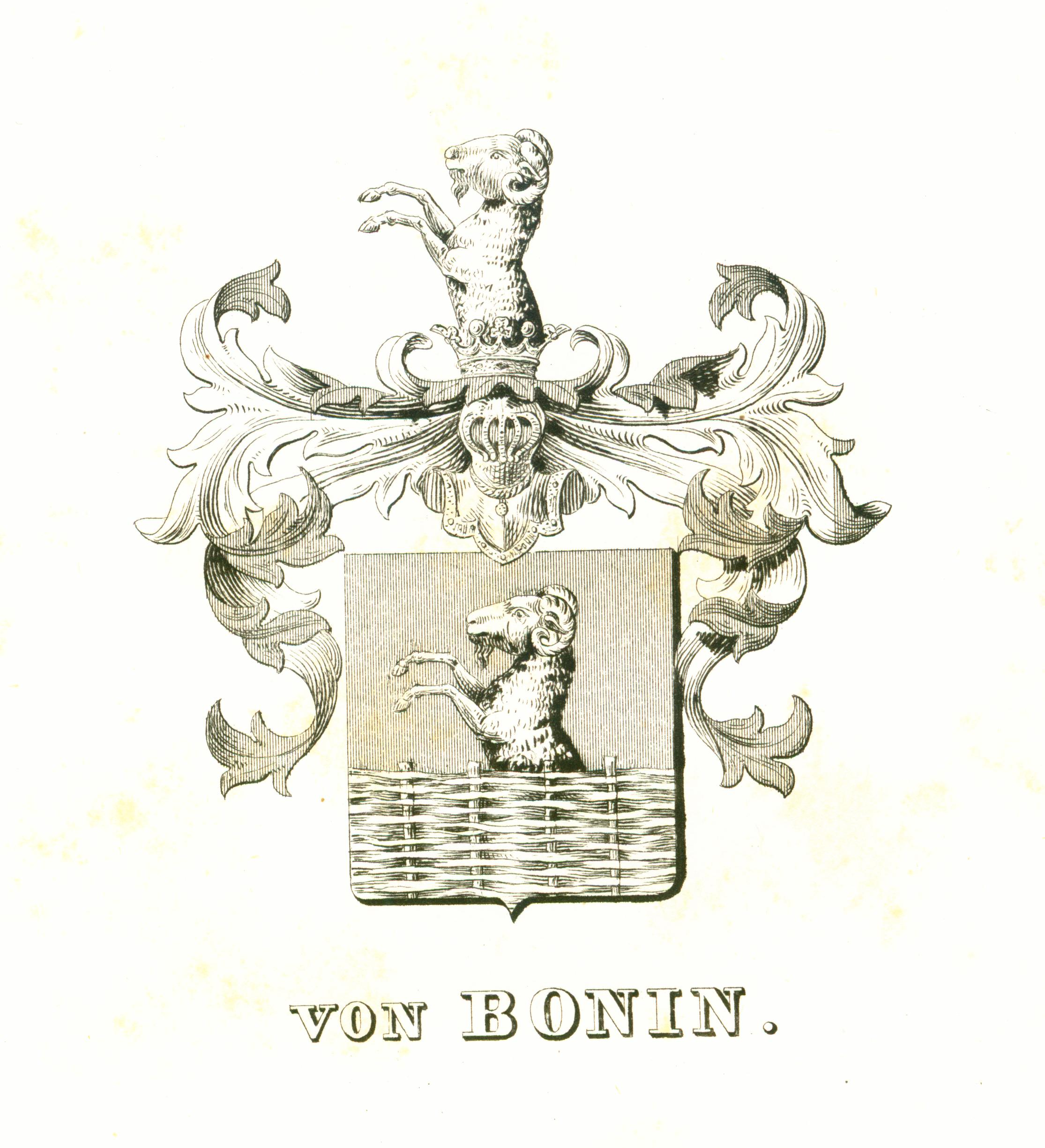
Herb von Bonin